# Óscar Berger
Óscar José Rafael Berger Perdomo (Città del Guatemala, 11 agosto 1946) è un politico guatemalteco.
È stato il Presidente del Guatemala dal 2004 al 2008.
Ha rappresentato il Partido Solidaridad Nacional (PSN), partito poi confluito nella Gran Alianza Nacional (GANA), alleanza politica di destra nelle elezioni del 2003.
Negli anni '90 è stato sindaco di Città del Guatemala.